# Championnat d'Amérique du Sud de rugby à XV 1961
Navigation
Championnat 1958 Championnat 1964
Le Championnat d'Amérique du Sud de rugby à XV 1961 est une compétition de rugby à XV organisée par la Confederación sudamericana de rugby. La 3e édition se déroule du 7 octobre au 14 octobre 1961 et est remportée par l'équipe d'Argentine.

## Équipes participantes
- Argentine
- Chili
- Uruguay
- Brésil

## Format
L'Argentine, le Chili, l'Uruguay et le Brésil disputent des matchs sous la forme d'un tournoi. Le premier est déclaré vainqueur.

## Classement
| Rang | Nation        | J | V | N | D | Pm  | Pe  | Diff | Pts |
| ---- | ------------- | - | - | - | - | --- | --- | ---- | --- |
| 1    | Argentine (T) | 3 | 3 | 0 | 0 | 107 | 6   | +101 | 6   |
| 2    | Chili         | 3 | 2 | 0 | 1 | 65  | 21  | +44  | 4   |
| 3    | Uruguay       | 3 | 1 | 0 | 2 | 19  | 72  | -53  | 2   |
| 4    | Brésil        | 3 | 0 | 0 | 3 | 13  | 105 | -92  | 0   |

|  | Vainqueur (no 1).        |
|  | T : Tenant du titre 1958 |

## Résultats
| 7 octobre 1961 | Argentine | 11 – 3 | Chili | Montevideo |
| 7 octobre 1961 |           |        |       | Montevideo |
| 7 octobre 1961 |           |        |       | Montevideo |

| 7 octobre 1961 | Uruguay | 11 – 8 | Brésil | Montevideo |
| 7 octobre 1961 |         |        |        | Montevideo |
| 7 octobre 1961 |         |        |        | Montevideo |

| 12 octobre 1961 | Argentine | 60 – 0 | Brésil | Montevideo |
| 12 octobre 1961 |           |        |        | Montevideo |
| 12 octobre 1961 |           |        |        | Montevideo |

| 12 octobre 1961 | Uruguay | 5 – 28 | Chili | Montevideo |
| 12 octobre 1961 |         |        |       | Montevideo |
| 12 octobre 1961 |         |        |       | Montevideo |

| 14 octobre 1961 | Chili | 34 – 5 | Brésil | Montevideo |
| 14 octobre 1961 |       |        |        | Montevideo |
| 14 octobre 1961 |       |        |        | Montevideo |

| 14 octobre 1961 | Uruguay | 3 – 36 | Argentine | Montevideo |
| 14 octobre 1961 |         |        |           | Montevideo |
| 14 octobre 1961 |         |        |           | Montevideo |